# Leivur Øssursson
Leivur Øssursson oder Leif Øssursson (* um 980; † vor 1047) war ein Häuptling auf den Färöer-Inseln, bevor sie 1035 von Norwegen übernommen wurden. Øssurssons Herrschaft markierte den Beginn des Endes der Wikingerzeit und das Ende der Unabhängigkeit auf den Färöern.
Leivur Øssursson war der Sohn von Øssur Havgrímsson. Es ist unklar, wann und wo Leivur geboren wurde, man weiß, dass es vor 983 war, als sein Vater im Alter von 23 Jahren starb. Sein Geburtsort war möglicherweise Norðragøta, wo sein Vater mit Tróndur í Gøtu in Hov lebte. Sein Vater besaß eine Farm in Skúvoy und andere Farmen in Brestir und Beinir. Er war mit Tóra Sigmundardóttir verheiratet, der Tochter von Sigmundur Brestisson und Turið Torkilsdóttir.
1024 lud König Olaf II. von Norwegen einige der Häuptlinge der Färöer, darunter Tórolvur Sigmundsson und Leivur Øssursson, ein, nach Norwegen zu reisen, um seine Stellvertreter zu werden. Solange Tróndur í Gøtu lebte, war jedoch klar, dass König Olaf nicht die volle Kontrolle über die Färöer haben würde. Nach dem Tod von Tróndur í Gøtu im Jahr 1035 beanspruchte König Magnus Olafsson die Kontrolle über die Färöer. In der zweiten Hälfte des 12. Jahrhunderts wurden die Färöer-Inseln fest mit dem Königreich Norwegen verbunden.